# Daniel Gritz
Daniel Gritz (* 19. November 1969 in Hamburg) ist ein deutscher Journalist und Politiker (SPD). Von 2011 bis 2015 war er Mitglied der Hamburgischen Bürgerschaft.

## Leben und Beruf
Gritz ist Journalist von Beruf. Er war zunächst als Fernsehreporter und später im Printbereich tätig. Im Februar 2018 erhielt er die Anstellung als Pressesprecher in dem von der SPD geführten Bezirksamt Hamburg-Nord, nachdem er zuvor in gleicher Funktion in Lüneburg tätig war. Die FDP kritisierte diese Personalie als „roten Filz“.

## Politik
Gritz ist seit 1990 Mitglied der SPD und im Distriktvorstand Hamburg-Eppendorf. Er gehörte 1996/97 und von 2008 bis 2011 der Bezirksversammlung Hamburg-Nord an. Bei der Bürgerschaftswahl in Hamburg 2011 wurde er für eine Legislaturperiode im Wahlkreis Eppendorf – Winterhude gewählt. Bei der Bürgerschaftswahl 2015 trat er im gleichen Wahlkreis erneut an, erhielt jedoch kein Mandat.